# Ganesa valvata
Ganesa valvata är en snäckart som först beskrevs av Dall 1927.  Ganesa valvata ingår i släktet Ganesa och familjen Skeneidae. Inga underarter finns listade i Catalogue of Life.